# Четрдесет пета изложба УЛУС-а (1968)
Четрдесет пета изложба УЛУС-а одржала се 1968. године. Изложба је приказана је у галеријском простору Удружења ликовних уметника Србије односно у Уметничком павиљону "Цвијета Зузорић", у Београду. Изложба је  имала три теме – град, човек и машта. Плакат изложбе и насловну страну каталога, израдио је Миодраг Вујчић-Мирски.

## Уметнички савет

### Сликарство
- Божидар Продановић, председник
- Михаил Беренђија
- Мило Димитријевић
- Александар Луковић
- Мома Марковић
- Саша Мишић
- Слободан Петровић

### Вајарство
- Анте Гржетић, председник
- Ангелина Гаталица
- Славољуб Станковић

### Графика
- Богдан Кршић, председник
- Миливој–Елим Грујић
- Бранислав Макеш

## Излагачи
1. Анте Абрамовић
2. Градимир Алексић
3. Крста Андрејевић
4. Радуле Анђелковић
5. Даница Антић
6. Никола Антов
7. Момчило Антоновић
8. Мирослав Арсић
9. Божидар Бабић
10. Милош Бајић
11. Маринко Бензон
12. Михаил Беренђија
13. Радмила Бобић
14. Олга Богдановић
15. Славољуб Богојевић
16. Вера Божичковић-Поповић
17. Иванка Божовић
18. Милан Божовић
19. Војтех Братуша
20. Мира Бртка
21. Здравко Вајагић
22. Босиљка Валић-Јованчић
23. Растко Васић
24. Милена Велимировић
25. Војин-Војкан Величковић
26. Милан Верговић
27. Ана Виђен
28. Милета Виторовић
29. Лазар Вујаклија
30. Миодраг Вујачић-Мирски
31. Војислав Вујисић
32. Димитрије Мића Вујовић
33. Бошко Вукашиновић
34. Гага Вуковић
35. Синиша Вуковић
36. Душан Гаковић
37. Милош Гвозденовић
38. Милија Глишић
39. Александар Грбић
40. Оливера Грбић
41. Винко Грдан
42. Анте Гржетић
43. Миливој-Елим Грујић
44. Ђурђина Давидов
45. Милорад Дамњановић
46. Љубомир Денковић-Денко
47. Мило Димитријевић
48. Милица Динић
49. Властимир Дискић
50. Емир Драгуљ
51. Стеван Дукић
52. Живко Ђак
53. Ђељош Ђокај
54. Милан Ђокић
55. Светотар-Заре Ђорђевић
56. Ружица Ђорђевић
57. Бериша Енђел
58. Миленко Жарковић
59. Иванка Живковић
60. Јован Живковић-Јомус
61. Габриела Жугел
62. Олга Ивањицки
63. Бошко Илачевић
64. Ђорђе Илић
65. Бора Иљовски
66. Никола Јандријевић
67. Љубодраг Јанковић-Јале
68. Драгомир Јашовић-Јаша
69. Олга Јеврић
70. Александар Јовановић-Бириљ
71. Селимир Јовановић-Селе
72. Зоран Јокић
73. Вера Јосифовић
74. Ференц Калмар
75. Смаил Караило
76. Богомил Карлаварис
77. Десанка Керечки-Мустур
78. Божидар Ковачевић
79. Даница Кокановић-Младеновић
80. Љубомир Кокотовић
81. Антон Краљић
82. Лиза Крижанић-Марић
83. Јован Крижек
84. Момчило Крковић
85. Богдан Кршић
86. Божидар Лазаревић
87. Драгомир Лазаревић
88. Гордана Лазић
89. Милан Лајешић
90. Мирјана Летица
91. Драган Лубарда
92. Милан Лукић
93. Светолик Лукић
94. Александар Луковић
95. Бранислав Макеш
96. Зоран Мандић
97. Љубодраг Маринковић-Пенкин
98. Војислав Марковић
99. Мома Марковић
100. Милан Мартиновић
101. Велимир Матејић
102. Вукосава Мијатовић
103. Душан Миловановић
104. Момчило Миловановић
105. Живорад Милошевић
106. Бранко Миљуш
107. Бранимир Минић
108. Слободан Михаиловић
109. Савета Михић
110. Саша Мишић
111. Душан Мишковић
112. Миша Младеновић
113. Светислав Младеновић
114. Драгослав Момчиловић
115. Муслим Муличи
116. Миодраг Недељковић
117. Миливој Николајевић
118. Мирјана Николајевић
119. Мирослав Николић
120. Рајна Николић
121. Сава Николић
122. Мирјана Николић-Пећинар
123. Миливоје Новаковић-Кањош
124. Божидар Обрадовић
125. Драгиша Обрадовић
126. Вукица Обрадовић-Драговић
127. Миливој Олујић
128. Бранко Омчикус
129. Лепосава Павловић
130. Радивоје Павловић
131. Чедомир Павловић
132. Деса Пантелић
133. Александра Паскутини-Стјепановић
134. Михаило Пауновић-Паун
135. Стојан Пачов
136. Љубомир Перчинлић
137. Владислав Петровић
138. Градимир Петровић
139. Зоран Петровић
140. Миодраг Петровић
141. Томислав Петровић
142. Татјана Поздњаков
143. Зора Поповић
144. Милан Поповић
145. Мића Поповић
146. Божа Продановић
147. Бранко Протић
148. Надежда Првуловић
149. Павле Радовановић
150. Благота Радовић
151. Милутин Радојичић
152. Славољуб Радојичић
153. Ђуро Радоњић
154. Мирко Радуловић
155. Богић Рисимовић-Рисим
156. Вера Ристић
157. Миодраг Рогић
158. Нусрет Салихамиџић
159. Федор-Феђа Соретић
160. Слободан Сотиров
161. Десанка Станић
162. Милан Станојев
163. Милица Стевановић
164. Тодор Стевановић
165. Едуард Степанчић
166. Живојин Стефановић
167. Мирко Стефановић
168. Стеван Стојановић
169. Трајко Стојановић
170. Војин Стојић
171. Милорад Ступовски
172. Радивој Суботички
173. Марина Тадић-Бунушевац
174. Татјана Тарновска
175. Емра Тахир
176. Невена Теокаревић
177. Вањек Тивадар
178. Халил Тиквеша
179. Војислав Тодорић
180. Александар Томашевић
181. Шандор Торок
182. Дмитар Тривић
183. Михаило Трипковић
184. Радислав Тркуља
185. Стојан Трумић
186. Живојин Турински
187. Милош Ћирић
188. Петар Ћурчић
189. Јосиф Хрдличка
190. Иван Цветко
191. Драгана-Беба Цигарчић
192. Драгутин Цигарчић
193. Милан Цмелић
194. Ђорђије Црнчевић
195. Славољуб Чворовић
196. Милан Четник
197. Златана Чок
198. Вера Чохаџић-Радовановић
199. Милена Чубраковић
200. Божидар Џмерковић
201. Мила Џокић
202. Томислав Шебековић
203. Александар Шиверт
204. Кемал Ширбеговић
205. Јелисавета Шобер